# Galepsus schwetzi
Galepsus schwetzi es una especie de mantis de la familia Tarachodidae.

## Distribución geográfica
Se encuentra en Angola y el Congo.